# Runcinia flavida
Runcinia flavida es una especie de araña cangrejo del género Runcinia, familia Thomisidae. Fue descrita científicamente por Simon en 1881.

## Distribución
Esta especie se encuentra en España y África.

## Tratamiento taxonómico
La especie aparece registrada y publicada en Descriptions d’arachnides nouveaux d’Afrique. Bulletin de la Société Zoologique de France 6(1–2): 1–15.